# Congriscus
Congriscus es un género de peces anguiliformes de la familia Congridae.

## Especies
Se reconocen las siguientes especies:
- Congriscus maldivensis
- Congriscus marquesaensis
- Congriscus megastomus